# VRM (Medienunternehmen)

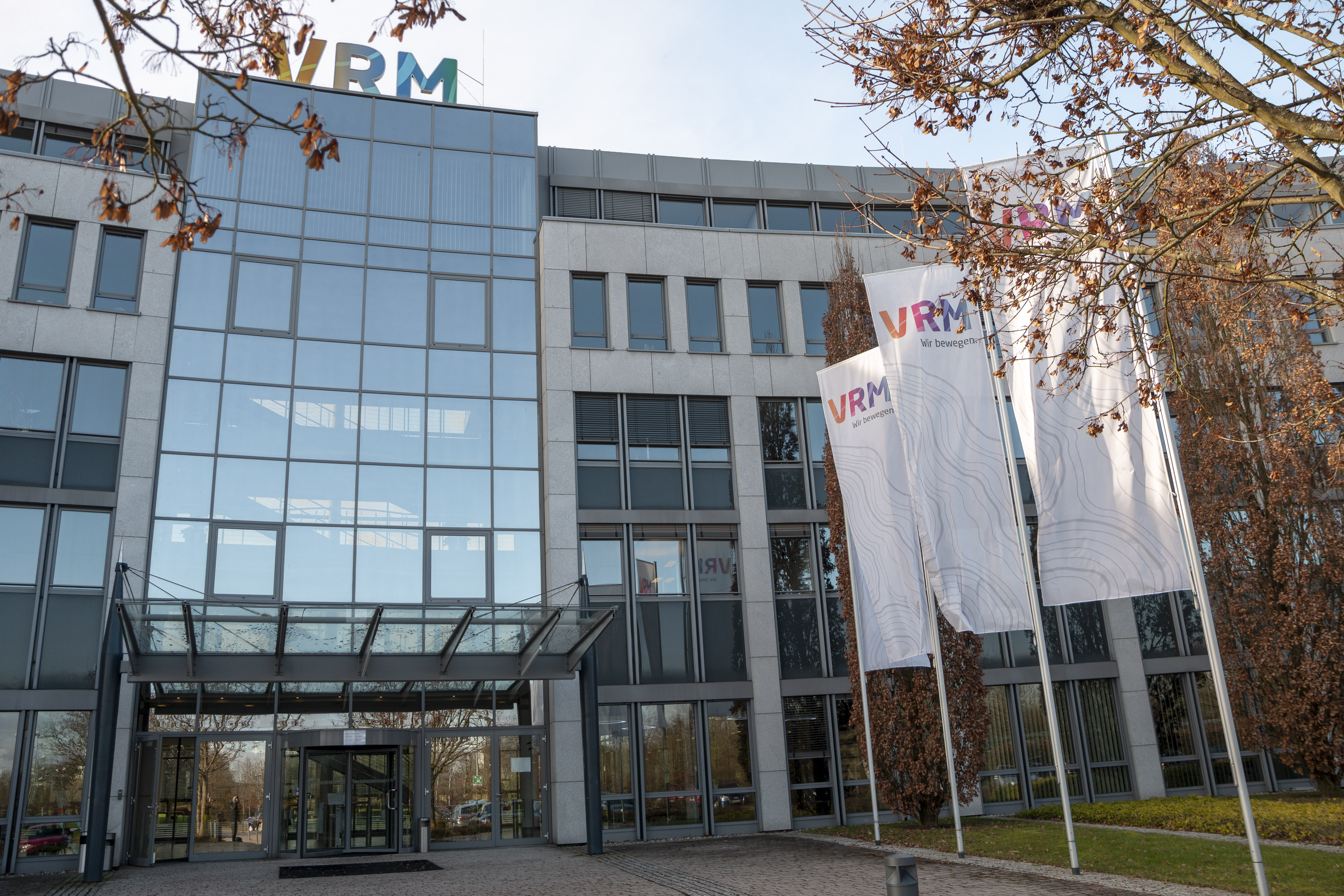
Zentrale der VRM in Mainz

Die VRM (ehemals Verlagsgruppe Rhein Main) ist ein regionales Medienunternehmen für das westliche und südliche Rhein-Main-Gebiet mit Sitz in Mainz. Die VRM erreicht mit ihren regionalen Tageszeitungen nach eigenen Angaben rund eine Million Leser in Rheinhessen, Süd- und Mittelhessen und beschäftigt insgesamt über 1.200 Mitarbeiter an 26 Standorten. Die verkaufte Auflage beträgt 197.041 Exemplare, ein Minus von 10,4 Prozent seit 2014.

## Geschichte
2003 wurde die Mehrheit an der Gießener-Anzeiger-Gruppe gekauft und 2014 wurde sie vollständig übernommen. 2011 wurde das Druckzentrum Rhein-Main in Rüsselsheim (2017 umbenannt in VRM Druck), ein Gemeinschaftsprojekt mit der Medienhaus Südhessen, in Betrieb genommen.
Im Sommer 2015 übernahm die VRM sämtliche Anteile der Verlegerfamilie Bach an der Echo Medien GmbH in Darmstadt, die das Darmstädter Echo mit Kopfblättern herausgibt. Von den sechs Lokalausgaben musste aufgrund der kartellrechtlichen Genehmigung das Rüsselsheimer Echo an die Frankfurter Neue Presse des Frankfurter Societätsverlag-Konzerns abgegeben werden. Zur Echo-Gruppe gehören auch die Logistiksparte Südhessische Logistik-Service GmbH & Co. KG und das Anzeigenblatt Südhessen Woche (SüWo).
Der dadurch entstandene Konzern zählt damit zu den zehn größten Verlagsgruppen Deutschlands mit (eigenen Angaben zufolge) einer Million Lesern.
Im Mai 2017 firmierte die Verlagsgruppe Rhein Main zur VRM GmbH & Co. KG und tritt seither mit einem neuen Logo und Corporate Design auf.
Die VRM-Unternehmenstochter Gießener Anzeiger Verlags GmbH & Co KG schloss sich 2018 mit der Wetzlardruck GmbH zum umsatz- und auflagenstärksten Tageszeitungsverlag in Mittelhessen zusammen. Das Bundeskartellamt stimmte der Transaktion am 8. Mai 2018 zu. An dem neuen Unternehmen, der Mediengruppe Mittelhessen, ist die VRM Holding GmbH & Co. KG aus Mainz mehrheitlich mittelbar beteiligt.

## Tageszeitungen im Überblick
Rheinland-Pfalz
- Allgemeine Zeitung (Mainz)
  - Alzey

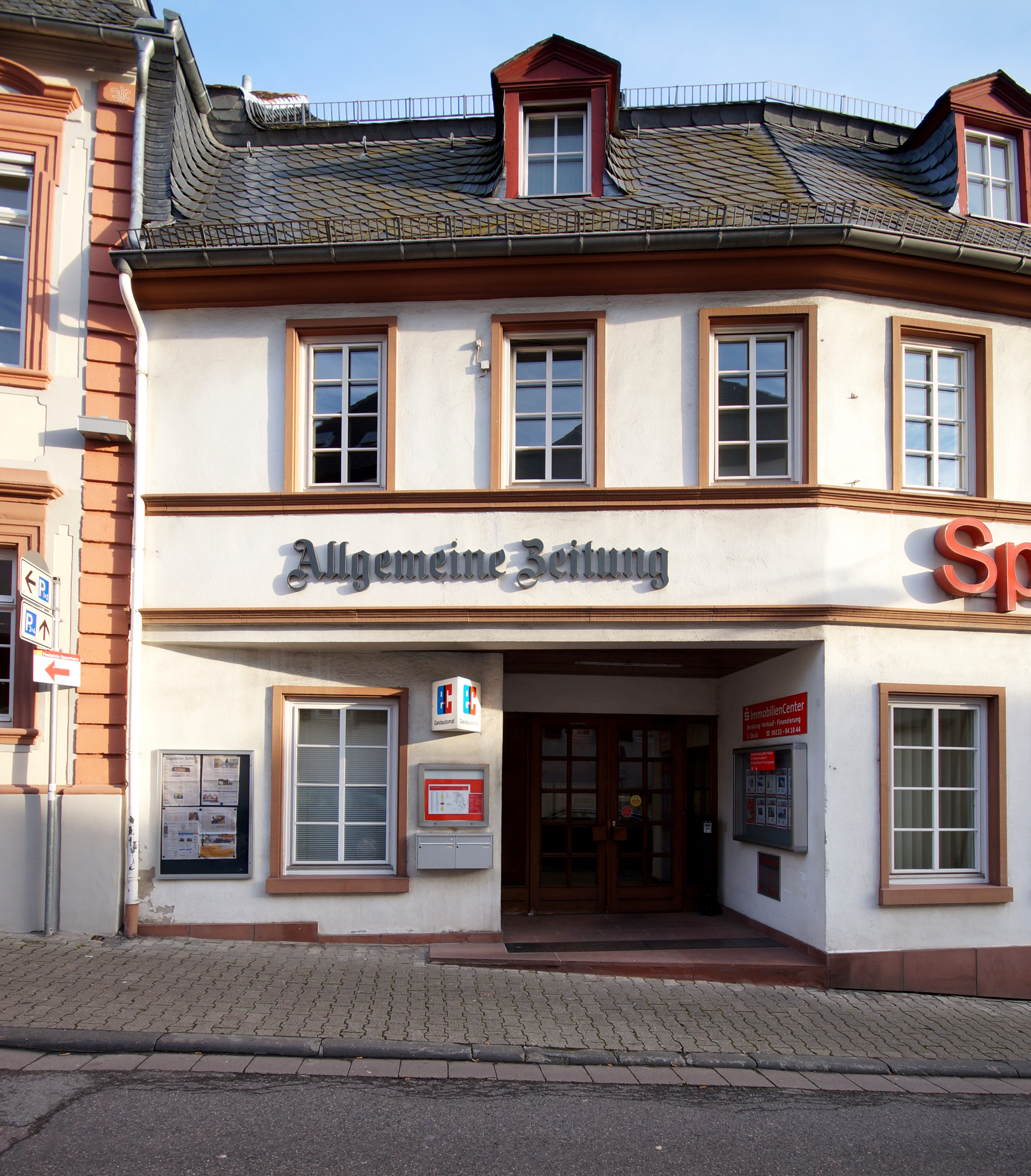
Hauptgebäude der Lokalredaktion Landskrone der Allgemeinen Zeitung in Oppenheim

  - Rheinhessen-Nahe (seit 1. Juli 2024 Nachfolger der bis dahin getrennten Ausgaben AZ Bad Kreuznach und AZ Bingen/Ingelheim)
- Wormser Zeitung

Hessen
- Darmstädter Echo
- Groß-Gerauer Echo
- Main-Spitze
- Odenwälder Echo
- Starkenburger Echo seit 1. Januar 1925 zusammengeführt aus den bis dahin getrennten Ausgaben Bürstädter Zeitung und Lampertheimer Zeitung
- Wiesbadener Kurier
  - Wiesbadener Kurier (Rheingau)
  - Wiesbadener Kurier (Untertaunus - Idstein Land) (seit 1. Januar 2023; vorher getrennte Ausgabe Idsteiner Zeitung)
- Dill-Zeitung
- Herborner Tageblatt
- Hinterländer Anzeiger
- Wetzlarer Neue Zeitung
- Weilburger Tageblatt und Nassauische Neue Presse: Die VRM ist Dienstleister der NNP GmbH & Co. KG und erbringt für das WBT und die NNP alle verlegerischen Leistungen im Rahmen eines Geschäftsbesorgungsvertrags.

Ehemals:
- Gießener Anzeiger (seit dem 1. Oktober 2021 verkauft an die Mittelhessische Druck- und Verlagshaus GmbH & Co. KG in Gießen)[9]
- Lauterbacher Anzeiger und Oberhessische Zeitung (seit dem 1. Januar 2024 verkauft an die Mittelhessische Druck- und Verlagshaus GmbH & Co. KG in Gießen)

Beilagen
- Bis Ende 2023 lag den Tageszeitungen jeden Dienstag (oder falls wegen eines Feiertages keine Ausgabe erfolgte, in der darauffolgenden Ausgabe) die Fernsehzeitschrift rtv bei.
- In den 2010er Jahren gab es freitags das Veranstaltungsmagazin Pepper.

## Heimatzeitungen
- Hochheimer Zeitung
- Dieburger Anzeiger

## Onlinedienste
Die Onlinedienste der Tageszeitungen erreichen im Monatsdurchschnitt rund 2,5 Mio. Kontakte.

## Anzeigenblätter
In der VRM erscheinen auch Anzeigenblätter, die kostenlos allen Haushalten zugestellt werden:
- Alzeyer Wochenblatt
- Binger Wochenblatt (Neue Binger Zeitung)
- Camberger Anzeiger
- Der Kurier
- Dieburger Wochenblatt
- Gersprenztaler Wochenblatt
- Groß-Gerau Wochenblatt
- Hinterland Wochenblatt
- Ingelheimer Wochenblatt
- Mainspitze Wochenblatt
- Mainzer Wochenblatt
- Oberlahn Wochenblatt
- Rheingau-Taunus-Kreis Wochenblatt
- Rheingauer Wochenblatt, Geisenheim (seit 6. Januar 2024 unter neuem Titel: Rheingau-Taunus-Kreis Wochenblatt)
- Rheinhessisches Wochenblatt
- Südhessen Wochenblatt Darmstadt
- Wetzlarer Wochenblatt
- Wiesbadener Wochenblatt
- Idsteiner Wochenblatt (seit 6. Januar 2024 unter neuem Titel: Rheingau-Taunus-Kreis Wochenblatt)
- Wormser Wochenblatt (seit Dezember 2021 eingestellt)

## KinderzeitungKruschel
Kruschel richtet sich an Kinder zwischen 7 und 11 Jahren und erscheint wöchentlich mit aktuellen Nachrichten aus Politik, Wirtschaft, Sport und Gesellschaft sowie spannenden Wissensthemen – so erklärt, dass Kinder sie verstehen und mitreden können. Seit Dezember 2015 übernimmt die Rheinische Post die Inhalte der Kinderzeitung für seine Kruschel Post und liefert dafür Informationen ihrer Berliner Parlamentsredaktion.

## Druckzentren

### Bis 2010: Druckzentrum Mombach
Das Druckzentrum der VRM befand sich 1975–2010 in Mainz-Mombach. Der direkte Anschluss Mombachs an den Mainzer Ring bot logistische Vorteile. Ein zweiter Bauabschnitt wurde 1985 fertiggestellt. Im Druckzentrum wurden drei 48-seitige Hochleistungs-Zeitungsdruckmaschinen (WIFAG OF-7) eingesetzt. Die in der Druckvorstufe erstellten Zeitungsseiten wurden digital direkt auf die Druckplatte belichtet. Drei Belichter boten eine Kapazität von 510 Platten pro Stunde und die drei Rollenoffset-Rotationsdruckmaschinen konnten bei maximaler Geschwindigkeit 105.000 Zeitungen je Stunde ausstoßen. Pro Jahr wurden ca. 15.000 t Papier bedruckt, wofür etwa 450.000 Druckplatten jährlich eingesetzt wurden. Der Farbverbrauch lag bei etwa 215 Tonnen pro Jahr.
Das Druckzentrum schloss 2010. Eine direkte Übernahme der 200 Mitarbeiter in das neue Druckzentrum erfolgte (aufgrund geänderter Qualifikationen) nicht. Ein im September 2009 veröffentlichter Sozialplan sah jedoch Transfermaßnahmen sowie den Wechsel in eine Transfergesellschaft vor.

### Ab 2010: Neue Druckerei in Rüsselsheim am Main
Ende 2010 wurde die Produktion bei VRM Druck, ehemals Druckzentrum Rhein Main (DRM), in Rüsselsheim am Main aufgenommen. Auf vier Produktionslinien können bis zu 180.000 Zeitungsexemplare mit 48 vierfarbigen Seiten pro Stunde produziert werden. Das Druckzentrum Rhein Main ist seit der Echo-Übernahme im Jahr 2015 eine vollständige Tochter der VRM.
Ende 2019 investierte die VRM Druck GmbH & Co. KG in drei Versandanlagen des in der Schweiz ansässigen Maschinenlieferanten Ferag AG. Zum Investitionsumfang zählten Transport- und Zwischenlagersysteme für die Zeitungsproduktion, EasySert-Einsteckanlagen für Beilagen sowie Palettierer des Herstellers Segbert.

## Beteiligungen
Die VRM hat Beteiligungen an den privaten Rundfunksendern Radio RPR und Hit Radio FFH. Zudem hält die VRM Anteile an Radio Regenbogen und seit 2008 an Rockland Radio.
Die VRM ist gemeinsam mit den baden-württembergischen Regionalzeitungsverlagen Badisches Pressehaus GmbH & Co. KG (unter anderem Badische Zeitung) und Druck & Medien Heilbronn GmbH (unter anderem Heilbronner Stimme) beteiligt an der Risikokapitalgesellschaft media + more venture Beteiligungs GmbH & Co. KG mit Sitz in Heilbronn; das Konsortium hat in den High-Tech Gründerfonds II investiert.

## „E-Paper“
Das sogenannte E-Paper bietet die Möglichkeit, die Tageszeitung in der vom Print gewohnten Zeitungsoptik als digitales 1:1-Abbild der gedruckten Version zu nutzen. Funktionen wie das Speichern einzelner Seiten oder ganzer Ausgaben, die Stichwortsuche sowie das Zoomen in Artikel oder Bilder sind verfügbar. Der Artikellesemodus erleichtert das Lesen, insbesondere auf kleinen Bildschirmen, und ermöglicht eine individuelle Anpassung der Schriftgröße.
Bereits am Vorabend ab 19:30 Uhr steht im VRM-, Echo-E-Paper und Mittelhessen-E-Paper eine erste Ausgabe zur Verfügung. Die aktualisierte und vollständige Morgen-Ausgabe kann ab 2:00 Uhr abgerufen werden.

## Online-Angebot
Alle Artikel der Tageszeitungen sind online auf dem entsprechenden regionalen Nachrichtenportal aufrufbar. Außerdem gibt es großes multimediales Angebot mit Videos, Bildergalerien, interaktiven Umfragen oder Podcasts. Alle Nachrichtenportale sind über den Browser auf allen Endgeräten oder für mobile Nutzer als News-App verfügbar. Außerdem gibt es die Option, diverse Newsletter und Push-Nachrichten zu erhalten.
Mit einer kostenlosen Registrierung kann eine unbegrenzte Anzahl freier Artikel gelesen werden. Zusätzlich haben angemeldete Leser Zugriff auf einen personalisierbaren Nachrichtenbereich und erhalten individuelle Artikelempfehlungen. Um die sogenannten „plus“-Artikel zu lesen, wird ein kostenpflichtiges Abonnement benötigt. Der unbegrenzte Zugang zu Nachrichten im Web und in der App ist in allen Abo-Paketen der VRM enthalten.

## VRM Digital Communications GmbH
Die VRM Digital Communications (ehemals VRM Digital GmbH) ist eine Tochtergesellschaft der VRM mit Sitz in Mainz. VRM Digital Communications vermarktet Agenturleistungen; dazu zählen insbesondere die Konzeption, Gestaltung und Umsetzung digitaler Marketingkampagnen sowie von Websites und Shop-Lösungen.

### Historie
1997 wurde die Rhein Main Multimedia GmbH als Tochtergesellschaft der Verlagsgruppe Rhein Main (heute VRM) gegründet. Sie war eine Reaktion auf die Veränderung des Zeitungsmarkts in Zeiten einer zunehmend multimedialer werdenden Welt. Hauptaufgabe war und ist es, Leser tagesaktuell auch online zu informieren und reichweitenstarke Werbeplätze anzubieten. Dabei wurden die Inhalte zunehmend durch Video-News, Gewinnspiele oder Ratgeber- und Servicethemen etc. ergänzt.
Seit 2009 baut die Tochtergesellschaft ihr Angebot kontinuierlich aus. Sie ist nicht mehr nur für Konzeption und Umsetzung von digitalen Produkten im Auftrag der VRM zuständig, sondern berät auch eigene Kunden. Unternehmensziel war und ist, auf eine zeitgemäße digitale Vermarktung zu setzen. Dabei steht eine marktorientierte Produktentwicklung im Fokus. Die Umbenennung in Rhein Main Digital GmbH im Februar 2013 sowie die Umfirmierung in VRM Digital GmbH im Mai 2017 trugen der permanenten digitalen Weiterentwicklung Rechnung.
Mit den Beteiligungen an der Electronic Minds GmbH in 2018 sowie an der MPM Media Process Management GmbH im Jahr 2019 wurde das Ziel, umfassende Kommunikationslösungen – Corporate Solutions – anzubieten, weiter ausgebaut.
Mit der Eintragung in das Handelsregister am 12. Mai 2023 wurde die Verschmelzung offiziell: Die VRM Digital Communications GmbH, eine Tochtergesellschaft der VRM Corporate Solutions GmbH, ist rechtlich auf die Schwestergesellschaft RYZE Digital GmbH (ehemals Media Process Management GmbH) übergegangen. Dasselbe gilt für die Electronic Minds GmbH. Beide Agenturen existieren seitdem nicht mehr als rechtlich eigenständige Einheiten.
Durch die Verschmelzung kann RYZE Digital ihre Schwerpunkte in den Bereichen Content, Technologie und Reichweite weiter ausbauen und stärkt damit zugleich das Portfolio der VRM als digitales Kommunikations- und Dienstleistungsunternehmen.